# Élections étatiques de 2021 dans l'État de Guerrero
Les élections étatiques de 2021 dans l'État de Guerrero se tiennent le 6 juin 2021, afin d'élire le gouverneur de l'État de Guerrero pour un mandat de six ans, et les 46 membres du congrès étatique, pour un mandat de trois ans.

État de Guerrero.

## Gouverneur

### Mode de scrutin
Le gouverneur est élu au scrutin uninominal majoritaire à un tour.

### Résultats
|                        | Mouvement de régénération nationale (MORENA)                                                                 | Evelyn Salgado Pineda          | 643 814   | 44,92 |  |  |
|                        | C'est pour Guerrero - Parti révolutionnaire institutionnel (PRI) - Parti de la révolution démocratique (PRD) | Mario Moreno Arcos (PRI)       | 580 971   | 40,54 |  |  |
|                        | Ensemble, nous faisons l'histoire - Parti du travail (PT) - Parti vert écologiste du Mexique (PVEM)          | Pedro Segura Valladares (Ind.) | 90 361    | 6,30  |  |  |
|                        | Mouvement citoyen (MC)                                                                                       | Ruth Zavaleta Salgado          | 32 347    | 2,26  |  |  |
|                        | Parti action nationale (PAN)                                                                                 | Irma Lilia Garzón Bernal       | 32 180    | 2,24  |  |  |
|                        | Parti du combat solidaire (PES)                                                                              | Dolores Huerta Baldovinos      | 21 227    | 1,48  |  |  |
|                        | Force pour le Mexique (FxM)                                                                                  | Manuel Negrete Arias           | 17 939    | 1,25  |  |  |
|                        | Réseaux sociaux progressistes (RSP)                                                                          | Ambrocio Guzmán Juárez         | 14 371    | 1,00  |  |  |
|                        | |                                |           |       |  |  |
| Suffrages exprimés     | Suffrages exprimés                                                                                           | Suffrages exprimés             | 1 433 210 | 96,74 |  |  |
| Votes nuls             | Votes nuls                                                                                                   | Votes nuls                     | 48 323    | 3,26  |  |  |
| Total                  | Total | Total                          | 1 481 533 | 100   |  |  |
| Abstention             | Abstention                                                                                                   | Abstention                     | 1 085 959 | 42,30 |  |  |
| Inscrits/Participation | Inscrits/Participation                                                                                       | Inscrits/Participation         | 2 567 492 | 57,70 |  |  |

## Congrès étatique

### Mode de scrutin
Le Congrès d'État de Guerrero est constitué de 46 députés, élus selon un système mixte. 28 députés sont élus au scrutin uninominal majoritaire à un tour dans autant de circonscriptions, tandis que les 18 députés restants sont élus au scrutin proportionnel plurinominal.

### Résultats
|                                                   |                                                   |                                              |                  |                  |                  |                  |           |        |        |        |               |               |  |  |
| Partis et coalitions                              | Partis et coalitions                              | Partis et coalitions                         | Circonscriptions | Circonscriptions | Circonscriptions | Circonscriptions | Listes    | Listes | Listes | Listes | Total sièges  | +/-           |  |  |
| Partis et coalitions                              | Partis et coalitions                              | Partis et coalitions                         | Votes            | %                | Sièges           | +/-              | Votes     | %      | +/-    | Sièges | Total sièges  | +/-           |  |  |
|                                                   |                                                   | Parti révolutionnaire institutionnel (PRI)   | 566 491          | 40,29            | 6                | 1                | 378 236   | 26,54  | 5,93   | 5      | 11            | 1             |  |  |
|                                                   | Parti de la révolution démocratique (PRD)         | 6                                            | 566 491          | 40,29            | 3                | 193 563          | 13,58     | 3,59   | 3      | 9      | 2             |               |  |  |
| Total coalition C'est pour Guerrero               | Total coalition C'est pour Guerrero               | 12                                           | 566 491          | 40,29            | 4                | 571 799          | 40,13     | 2,35   | 8      | 20     | 3             |               |  |  |
|                                                   | Mouvement de régénération nationale (MORENA)      | Mouvement de régénération nationale (MORENA) | 551 431          | 39,22            | 15               | 4                | 563 028   | 39,51  | 5,55   | 7      | 22            | 2             |  |  |
|                                                   |                                                   | Parti du travail (PT)                        | 120 596          | 8,58             | 0                | en stagnation    | 63 330    | 4,44   | 1,79   | 1      | 1             | en stagnation |  |  |
|                                                   | Parti vert écologiste du Mexique (PVEM)           | 1                                            | 120 596          | 8,58             | en stagnation    | 57 996           | 4,07      | 0,84   | 1      | 2      | en stagnation |               |  |  |
| Total coalition Ensemble, nous faisons l'histoire | Total coalition Ensemble, nous faisons l'histoire | 1                                            | 120 596          | 8,58             | en stagnation    | 121 326          | 8,51      | 2,63   | 2      | 3      | en stagnation |               |  |  |
|                                                   | Parti action nationale (PAN)                      | Parti action nationale (PAN)                 | 53 888           | 3,83             | 0                | en stagnation    | 54 201    | 3,80   | 0,71   | 1      | 1             | en stagnation |  |  |
|                                                   | Mouvement citoyen (MC)                            | Mouvement citoyen (MC)                       | 41 169           | 2,93             | 0                | en stagnation    | 41 494    | 2,91   | 1,03   | 0      | 0             | 1             |  |  |
|                                                   | Parti du combat solidaire (PES)                   | Parti du combat solidaire (PES)              | 29 476           | 2,10             | 0                | en stagnation    | 29 750    | 2,09   | 0,04   | 0      | 0             | en stagnation |  |  |
|                                                   | Force pour le Mexique (FxM)                       | Force pour le Mexique (FxM)                  | 24 571           | 1,75             | 0                | en stagnation    | 24 820    | 1,74   | Nv.    | 0      | 0             | en stagnation |  |  |
|                                                   | Réseaux sociaux progressistes (RSP)               | Réseaux sociaux progressistes (RSP)          | 18 376           | 1,31             | 0                | en stagnation    | 18 555    | 1,30   | Nv.    | 0      | 0             | en stagnation |  |  |
|                                                   |                                                   |                                              |                  |                  |                  |                  |           |        |        |        |               |               |  |  |
| Suffrages exprimés                                | Suffrages exprimés                                | Suffrages exprimés                           | 1 405 998        | 96,29            |                  |                  | 1 424 973 | 96,29  |        |        |               |               |  |  |
| Votes nuls                                        | Votes nuls                                        | Votes nuls                                   | 54 162           | 3,71             | 54 850           | 3,71             |           |        |        |        |               |               |  |  |
| Total                                             | Total                                             | Total                                        | 1 460 160        | 100              | 28               | en stagnation    | 1 479 823 | 100    | -      | 18     | 46            | en stagnation |  |  |
| Abstention                                        | Abstention                                        | Abstention                                   | 1 107 332        | 43,13            |                  |                  | 1 087 669 | 42,36  |        |        |               |               |  |  |
| Inscrits/Participation                            | Inscrits/Participation                            | Inscrits/Participation                       | 2 567 492        | 56,87            | 2 567 492        | 57,64            |           |        |        |        |               |               |  |  |